# Hearst Corporation
Hearst Corporation, filiala sa deținută integral Hearst Holdings Inc. și filiala deținută integral a HHI Hearst Communications Inc.
(referit deseori ca simplu Hearst, stilizat ca H E A R S T din 2016) este un conglomerat multinațional american de mass-media și informație comercială cu sediul la Hearst Tower în Midtown Manhattan în New York City.
Hearst deține ziare, reviste, canale de televiziune și stații de televiziune, inclusiv San Francisco Chronicle, Houston Chronicle, Cosmopolitan și Esquire. El deține 50% din grupul de canale prin cablu A&E Networks și 20% din grupul sportiv de canale prin cablu ESPN, ambele în parteneriat cu The Walt Disney Company.
Conglomeratul deține de asemenea mai multe companii de informații comerciale, inclusiv Fitch Ratings și First Databank.
Compania a fost fondată de William Randolph Hearst, un proprietar de ziare cunoscut cel mai bine pentru folosirea de jurnalism galben. Familia Hearst rămâne implicată în proprietăria și gestionarea sa.

## Legături externe
- www.hearst.com - Site web oficial